# Johann Mühlegg
Johann Mühlegg (ur. 8 listopada 1970 w Marktoberdorfie) – niemiecki biegacz narciarski, reprezentujący Hiszpanię od 1999 roku, dwukrotny medalista mistrzostw świata oraz zdobywca Pucharu Świata. Największe olimpijskie sukcesy osiągnął podczas igrzysk w Salt Lake City, gdzie zdobył złote medale w biegu łączonym na 20 km, biegu na 30 km stylem dowolnym oraz na dystansie 50 km techniką klasyczną. Po ostatnim biegu wykryto u niego doping krwi, stosował darbepoetynę alfa (NESP). Został zdyskwalifikowany i wyrzucony z igrzysk, mimo to Międzynarodowy Komitet Olimpijski nie odebrał mu medali zdobytych w dwóch poprzednich biegach. Dopiero w grudniu 2003 roku Sportowy Sąd Arbitrażowy ponownie zbadał sprawę i w lutym 2004 roku postanowił odebrać mu pozostałe medale zdobyte w Salt Lake City. Po tych igrzyskach postanowił zakończyć karierę.

## Kariera
Do 1998 roku reprezentował Niemcy, zdobywając między innymi trzy medale mistrzostw świata juniorów. Podczas MŚJ w Vang (1989) był najlepszy na dystansie 30 km stylem dowolnym. Na rozgrywanych rok później MŚJ w Les Saisies powtórzył ten wynik, zdobywając ponadto brązowy medal w sztafecie.
W 1993 roku zaczęły się jego problemy z Niemieckim Związkiem Narciarskim (DSV). Niedługo potem Mühlegg oskarżył trenera niemieckiej kadry o to, że wyrządził mu "duchową krzywdę". Został po tym wyrzucony z kadry w 1995 roku, ale wkrótce został do niej przywrócony. Jego ekscentryczne zachowanie, jak na przykład noszenie przy sobie butelki wody święconej i jej picie spowodowało, że w 1998 roku został na stałe wykluczony z reprezentacji Niemiec. 11 listopada 1999 roku uzyskał hiszpańskie obywatelstwo i od tej pory reprezentował Hiszpanię aż do zakończenia kariery.
Jego olimpijskim debiutem były igrzyska w Albertville w 1992 roku. W swoim najlepszym starcie indywidualnym, w biegu na 50 km stylem dowolnym zajął siódme miejsce. Dwa lata później, podczas igrzysk olimpijskich w Lillehammer zajął między innymi ósme miejsce w biegu pościgowym 10+15 km oraz dziewiąte miejsce na dystansie 30 km techniką dowolną. Ponadto wraz z kolegami z reprezentacji zajął czwarte miejsce w sztafecie. Niemcy przegrali walkę o brązowy medal z reprezentantami Finlandii. Na igrzyskach olimpijskich w Nagano powtórzył swoje osiągnięcie z Albertville zajmując 7. miejsce w biegu na 50 km stylem dowolnym. W 1991 roku wystartował na mistrzostwach świata w Val di Fiemme zajmując 15. miejsce w biegu na 15 km techniką dowolną. Dwa lata później, podczas mistrzostw świata w Falun jego najlepszym wynikiem było szóste miejsce w biegu na 50 km stylem dowolnym. Na mistrzostwach w Thunder Bay ani razu nie plasował się w pierwszej dziesiątce. Także z mistrzostw świata w Trondheim w 1997 roku nie przywiózł medalu, w swoim najlepszym starcie, w biegu na 30 km techniką dowolną zajmując szóste miejsce. Na mistrzostwach świata w Ramsau, podobnie jak w całym sezonie 1998/1999, nie startował z powodu zmiany barw narodowych. Mistrzostwa świata w Lahti w 2001 r. były ostatnimi i zarazem najlepszymi w jego karierze. Na mecie biegu łączonego na 20 km zameldował się na trzecim miejscu, wyprzedzili go jedynie zwycięzca Per Elofsson ze Szwecji oraz drugi na mecie Jari Isometsä z Finlandii. Fin został jednak zdyskwalifikowany po tym jak udowodniono mu korzystanie z niedozwolonego preparatu HES. Mühlegg odebrał więc ostatecznie srebrny medal, a na trzecie miejsce awansował Rosjanin Witalij Dienisow. Na tych samych mistrzostwach Mühlegg zdobył złoty medal w biegu na dystansie 50 km techniką dowolną, bezpośrednio wyprzedzając drugiego na mecie René Sommerfeldta z Niemiec oraz brązowego medalistę Siergieja Krianina z Rosji.
Najlepsze wyniki w Pucharze Świata osiągnął w sezonie 1999/2000, kiedy to triumfował w klasyfikacji generalnej, w klasyfikacji biegów średniodystansowych zdobył małą kryształową kulę, a w klasyfikacji długodystansowej był drugi. Ponadto w sezonie 2000/2001 zajął drugie miejsce w klasyfikacji generalnej. Łącznie 12 razy stawał na podium zawodów Pucharu Świata, w tym 7 razy zwyciężał.

## Osiągnięcia

### Igrzyska olimpijskie
| Miejsce | Dzień     | Rok  | Miejscowość    | Konkurencja             | Czas biegu | Strata  | Zwycięzca                   |
| ------- | --------- | ---- | -------------- | ----------------------- | ---------- | ------- | --------------------------- |
| 10.     | 13 lutego | 1992 | Albertville    | 10 km stylem klasycznym | 27:36,0    | +2:53,4 | Vegard Ulvang               |
| 16.     | 15 lutego | 1992 | Albertville    | 10+15 km pościgowy      | 1:05:37,9  | +3:09,9 | Bjørn Dæhlie                |
| 6.      | 18 lutego | 1992 | Albertville    | Sztafeta 4 × 10 km      | 1:39:26,0  | +4:15,7 | Norwegia                    |
| 7.      | 22 lutego | 1992 | Albertville    | 50 km stylem dowolnym   | 2:03:41,5  | +4:03,7 | Bjørn Dæhlie                |
| 9.      | 14 lutego | 1994 | Lillehammer    | 30 km stylem dowolnym   | 1:12:26,4  | +3:16,4 | Thomas Alsgaard             |
| 17.     | 17 lutego | 1994 | Lillehammer    | 10 km stylem klasycznym | 24:20,1    | +1:30,5 | Bjørn Dæhlie                |
| 8.      | 19 lutego | 1994 | Lillehammer    | 10+15 km pościgowy      | 1:00:08,8  | +2:22,4 | Bjørn Dæhlie                |
| 4.      | 22 lutego | 1994 | Lillehammer    | Sztafeta 4 × 10 km      | 1:41:15,0  | +3:11,7 | Włochy                      |
| 27.     | 12 lutego | 1998 | Nagano         | 10 km stylem klasycznym | 27:24,5    | +1:47,8 | Bjørn Dæhlie                |
| 17.     | 14 lutego | 1998 | Nagano         | 10 km + 15 km pościgowy | 1:07:01,7  | +2:10,6 | Thomas Alsgaard             |
| 8.      | 17 lutego | 1998 | Nagano         | Sztafeta 4 × 10 km      | 1:40:55,7  | +2:20,4 | Norwegia                    |
| 7.      | 22 lutego | 1998 | Nagano         | 50 km stylem dowolnym   | 2:05:08,2  | +2:17,1 | Bjørn Dæhlie                |
| 1.      | 9 lutego  | 2002 | Salt Lake City | 30 km stylem dowolnym   | 1:11:31,0  | -       | Christian Hoffmann          |
| 1.      | 14 lutego | 2002 | Salt Lake City | 2 × 10 km łączony       | 49:48,9    | -       | Thomas Alsgaard Frode Estil |
| 1.      | 23 lutego | 2002 | Salt Lake City | 50 km st. klasycznym    | 2:06:20,8  | -       | Michaił Iwanow              |

### Mistrzostwa świata
| Miejsce | Dzień     | Rok  | Miejscowość   | Konkurencja             | Czas biegu | Strata  | Zwycięzca                     |
| ------- | --------- | ---- | ------------- | ----------------------- | ---------- | ------- | ----------------------------- |
| 15.     | 9 lutego  | 1991 | Val di Fiemme | 15 km stylem dowolnym   | 36:57,2    | ?       | Bjørn Dæhlie                  |
| 44.     | 22 lutego | 1993 | Falun         | 10 km stylem klasycznym | 24:51,6    | +1:57,2 | Sture Sivertsen               |
| 17.     | 24 lutego | 1993 | Falun         | 10+15 km pościgowy      | 1:01:45,0  | +2:17,3 | Bjørn Dæhlie Władimir Smirnow |
| 5.      | 26 lutego | 1993 | Falun         | Sztafeta 4 × 10 km      | 1:44:14,9  | +2:23,6 | Norwegia                      |
| 6.      | 28 lutego | 1993 | Falun         | 50 km stylem dowolnym   | 2:03:36,8  | +3:03,4 | Torgny Mogren                 |
| 29.     | 11 marca  | 1995 | Thunder Bay   | 10 km stylem klasycznym | 24:52,3    | +2:05,5 | Władimir Smirnow              |
| 13.     | 13 marca  | 1995 | Thunder Bay   | 10+15 km pościgowy      | 1:06:19,5  | +2:03,2 | Władimir Smirnow              |
| 6.      | 21 lutego | 1997 | Trondheim     | 30 km stylem dowolnym   | 1:06:28,2  | +1:13,2 | Aleksiej Prokurorow           |
| 24.     | 24 lutego | 1997 | Trondheim     | 10 km stylem klasycznym | 23:41,8    | +1:45,5 | Bjørn Dæhlie                  |
| 19.     | 25 lutego | 1997 | Trondheim     | 10+15 km łączony        | 1:00:11,1  | +3:48,6 | Bjørn Dæhlie                  |
| 6.      | 28 lutego | 1997 | Trondheim     | Sztafeta 4 × 10 km      | 1:37:06,1  | +3:37,1 | Norwegia                      |
| 23.     | 2 marca   | 1997 | Trondheim     | 50 km stylem klasycznym | 2:16:37,5  | +9:18,6 | Mika Myllylä                  |
| 8.      | 15 lutego | 2001 | Lahti         | 15 km stylem klasycznym | 39:26,0    | +1:00,1 | Per Elofsson                  |
| 2.      | 17 lutego | 2001 | Lahti         | 2 × 10 km łączony       | 47:15,5    | +26,5   | Per Elofsson                  |
| 1.      | 25 lutego | 2001 | Lahti         | 50 km stylem dowolnym   | 2:05:27,2  | -       | -                             |

### Mistrzostwa świata juniorów
| Miejsce | Dzień    | Rok  | Miejscowość | Konkurencja             | Wynik     | Strata  | Zwycięzca       |
| ------- | -------- | ---- | ----------- | ----------------------- | --------- | ------- | --------------- |
| 7.      | 6 lutego | 1988 | Saalfelden  | Sztafeta 3 × 10 km      | 1:16:49,0 | +2:28,3 | ZSRR            |
| 1.      | 16 marca | 1989 | Vang        | 30 km stylem dowolnym   | 1:25:09,0 | -       | -               |
| 13.     | 18 marca | 1989 | Vang        | 10 km stylem klasycznym | 28:00,4   | +1:19,3 | Władimir Isupow |
| 8.      | 19 marca | 1989 | Vang        | Sztafeta 4 × 10 km      | 1:55:56,0 | +4:06,0 | ZSRR            |
| 1.      | 28 marca | 1990 | Les Saisies | 30 km stylem dowolnym   | 1:28:15,4 | -       | -               |
| 3.      | 31 marca | 1990 | Les Saisies | Sztafeta 4 × 10 km      | 2:00:31,0 | +8,8    | ZSRR            |

### Puchar Świata

#### Miejsca w klasyfikacji generalnej
- sezon 1991/1992: 17.
- sezon 1992/1993: 19.
- sezon 1993/1994: 17.
- sezon 1994/1995: 28.
- sezon 1995/1996: 9.
- sezon 1996/1997: 26.
- sezon 1997/1998: 24.
- sezon 1999/2000: 1.
- sezon 2000/2001: 2.
- sezon 2001/2002: 8.

#### Zwycięstwa w zawodach
| Nr | Dzień       | Rok  | Miejscowość    | Konkurencja             | Czas biegu |
| -- | ----------- | ---- | -------------- | ----------------------- | ---------- |
| 1. | 10 grudnia  | 1999 | Sappada        | 15 km stylem dowolnym   | 34:12,7    |
| 2. | 9 stycznia  | 2000 | Moskwa         | 30 km stylem dowolnym   | 1:18:18,0  |
| 3. | 20 lutego   | 2000 | Lamoura Mouthe | 72 km stylem dowolnym   | 3:32:15,7  |
| 4. | 26 lutego   | 2000 | Falun          | 15 km stylem dowolnym   | 36:11,5    |
| 5. | 10 stycznia | 2001 | Soldier Hollow | 30 km stylem dowolnym   | 1:11:12,7  |
| 6. | 13 stycznia | 2001 | Soldier Hollow | 15 km stylem klasycznym | 41:54,7    |
| 7. | 12 grudnia  | 2001 | Brusson        | 15 km stylem            | 33:50,4    |

#### Miejsca na podium
| Nr  | Dzień       | Rok  | Miejscowość    | Konkurencja             | Czas biegu | Pozycja | Strata | Zwycięzca       |
| --- | ----------- | ---- | -------------- | ----------------------- | ---------- | ------- | ------ | --------------- |
| 1.  | 10 grudnia  | 1999 | Sappada        | 15 km stylem dowolnym   | 34:12,7    | 1       | -      | -               |
| 2.  | 9 stycznia  | 2000 | Moskwa         | 30 km stylem dowolnym   | 1:18:18,0  | 1       | -      | -               |
| 3.  | 12 stycznia | 2000 | Nové Město     | 15 km stylem klasycznym | 37:03,6    | 2       | +16,3  | Thomas Alsgaard |
| 4.  | 5 lutego    | 2000 | Lillehammer    | 20 km łączony           | 49:48,2    | 2       | +15,1  | Jari Isometsä   |
| 5.  | 20 lutego   | 2000 | Lamoura Mouthe | 72 km stylem dowolnym   | 3:32:15,7  | 1       | -      | -               |
| 6.  | 26 lutego   | 2000 | Falun          | 15 km stylem dowolnym   | 36:11,5    | 1       | -      | -               |
| 7.  | 19 marca    | 2000 | Bormio         | 15 km stylem dowolnym   | 1:04:10,7  | 2       | +2,1   | Jari Isometsä   |
| 8.  | 16 grudnia  | 2000 | Brusson        | 20 km łączony           | 46:46,3    | 2       | +31,1  | Per Elofsson    |
| 9.  | 10 stycznia | 2001 | Soldier Hollow | 30 km stylem dowolnym   | 1:11:12,7  | 1       | -      | -               |
| 10. | 13 stycznia | 2001 | Soldier Hollow | 15 km stylem klasycznym | 41:54,7    | 1       | -      | -               |
| 11. | 13 marca    | 2001 | Borlänge       | 10 km stylem dowolnym   | 24:23,3    | 3       | +8,7   | Per Elofsson    |
| 12. | 12 grudnia  | 2001 | Brusson        | 15 km stylem            | 33:50,4    | 1       | -      | -               |